# Dictyophara glaucides
Dictyophara glaucides är en insektsart som först beskrevs av George Willis Kirkaldy 1913.  Dictyophara glaucides ingår i släktet Dictyophara och familjen Dictyopharidae. Inga underarter finns listade i Catalogue of Life.